# Conseil national de l'innovation pour la réussite scolaire
 (octobre 2016).
Le Conseil national de l'innovation pour la réussite scolaire est un organisme consultatif du ministère français de l'Éducation nationale créé en octobre 2000 par Jack Lang, alors ministre de l'Éducation nationale. À sa création, il était composé d'experts et de personnels éducatifs et présidé par Anne-Marie Vaillé. 
Le rôle de ce conseil était de soutenir, évaluer et diffuser les initiatives prises dans les différents établissement scolaires. Il permit la création d'une quinzaine d'établissements expérimentaux, dont quatre ouverts à tous les publics : le collège de la septième île à Brest, le collège Anne-Frank au Mans, sous la direction de Marie-Danielle Pierrelée, le collège pionnier de la Maronne à Saint-Martin-Valmeroux, et le collège Clisthène à Bordeaux sous la direction de Jean-françois Boulagnon.

## Historique
Dès 2002, à la suite du changement de gouvernement, l'existence des établissements expérimentaux de Brest et Saint-Martin-Valmeroux  est remise en cause; par contre l'ouverture du collège Clisthène, encore à l'état de projet, est effectuée. 
En juillet 2002, la suppression du CNIRS est annoncée par Luc Ferry. Cependant, après la parution dans le journal Libération d'une lettre ouverte de Gaby Cohn-Bendit, membre du CNIRS et fondateur du lycée expérimental de Saint-Nazaire, Luc Ferry semble revenir sur sa décision.
Le ministère estime que le CNIRS fait double emploi avec la Direction de l'enseignement scolaire (DESCO) et le place sous la tutelle de celle-ci, provoquant la démission de la présidente Anne-Marie Vaillé en octobre 2002. De nouveaux thèmes de réflexion sont proposés au CNIRS,  notamment la prévention de l'illettrisme ou la notion d'autorité dans les établissements scolaires.
Le 30 novembre 2002, prenant acte de cette perte d'indépendance, 17 des 31 membres du conseil démissionnent.  Un dernier communiqué du ministère indique que cette démission collective ne remet nullement en cause l'avenir du CNIRS.